# Charkiw-Observatorium

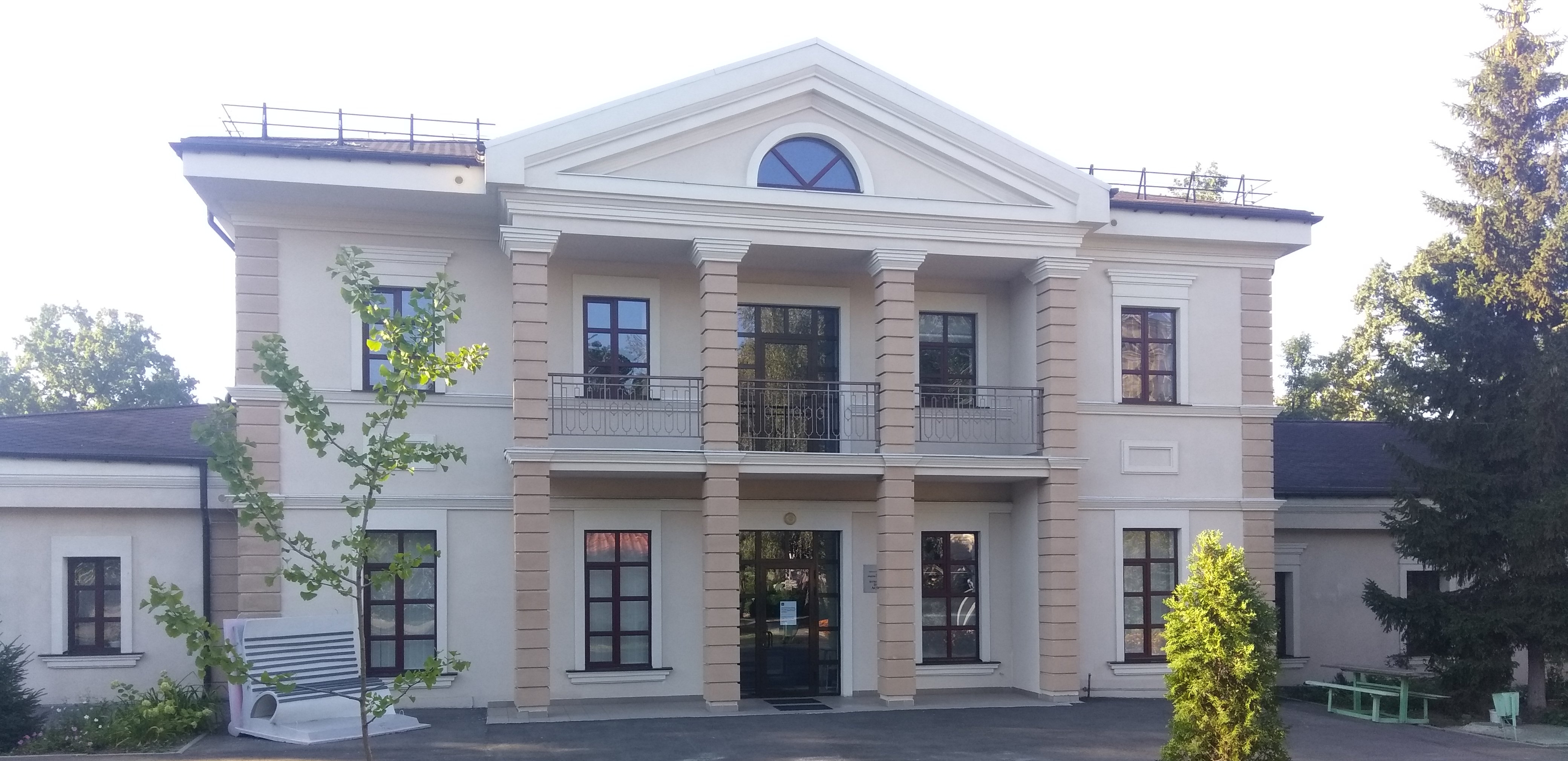
Hauptgebäude

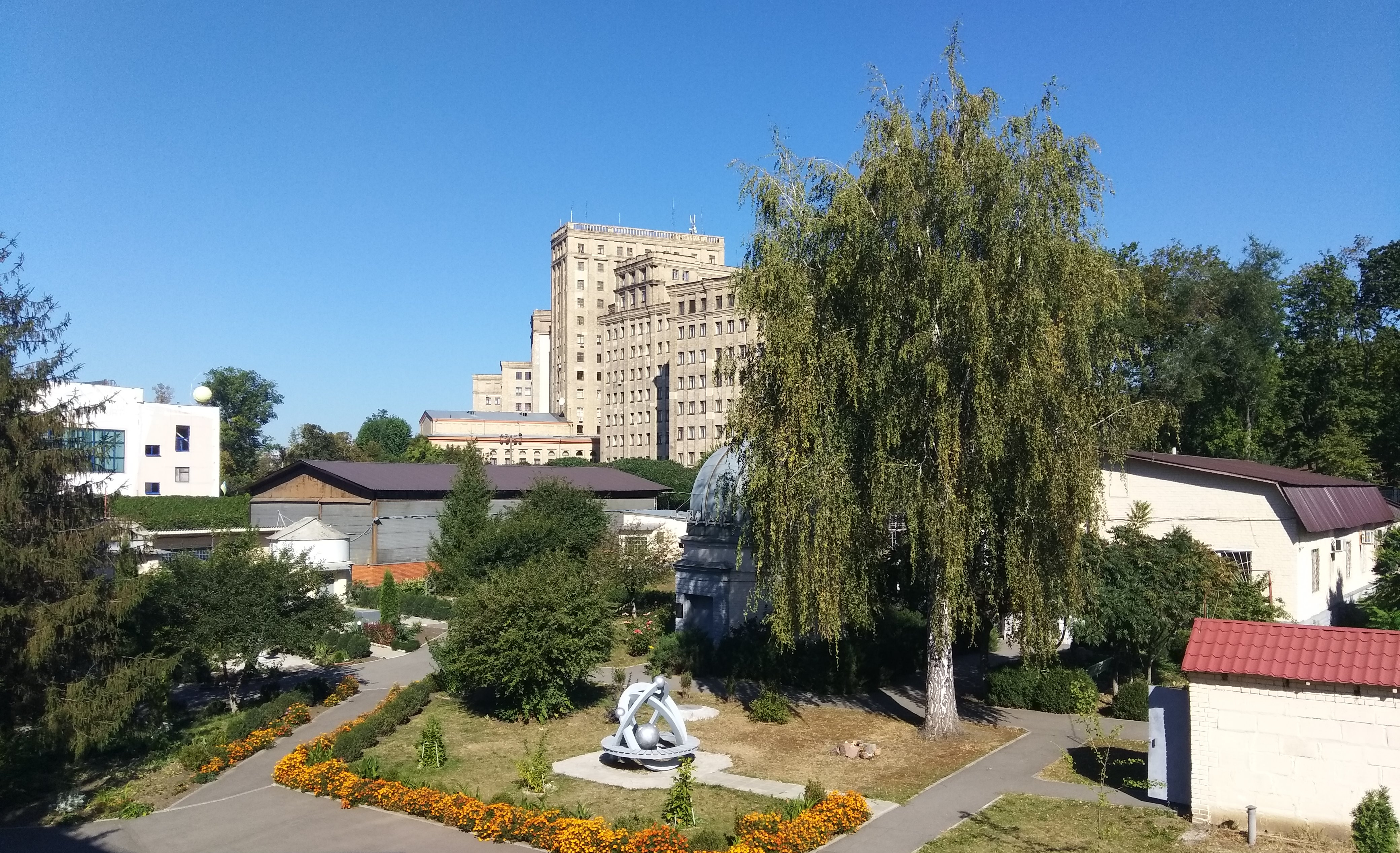
Blick auf das Observatorium vom Hauptgebäude

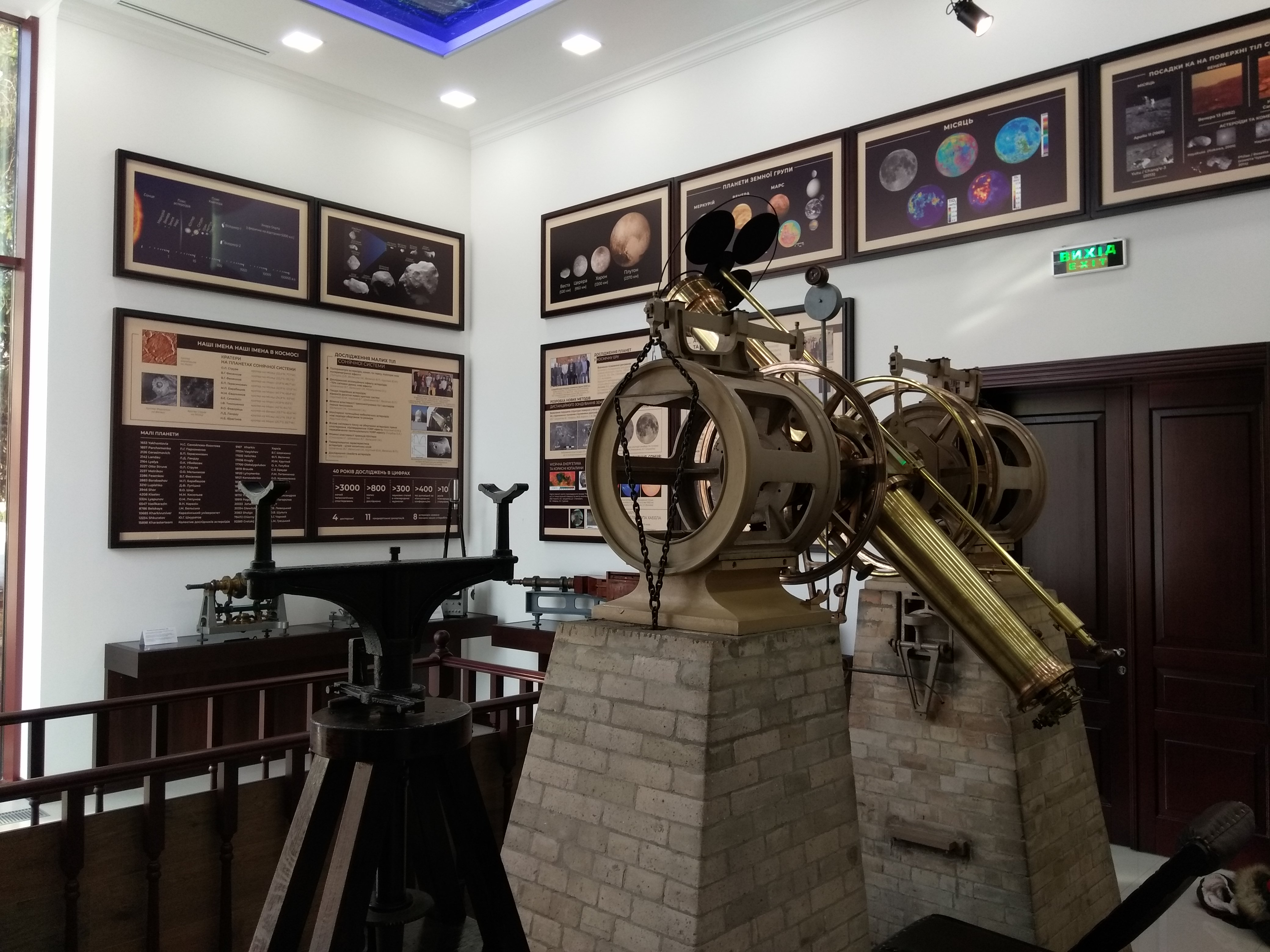
Astronomiemuseum der Sternwarte

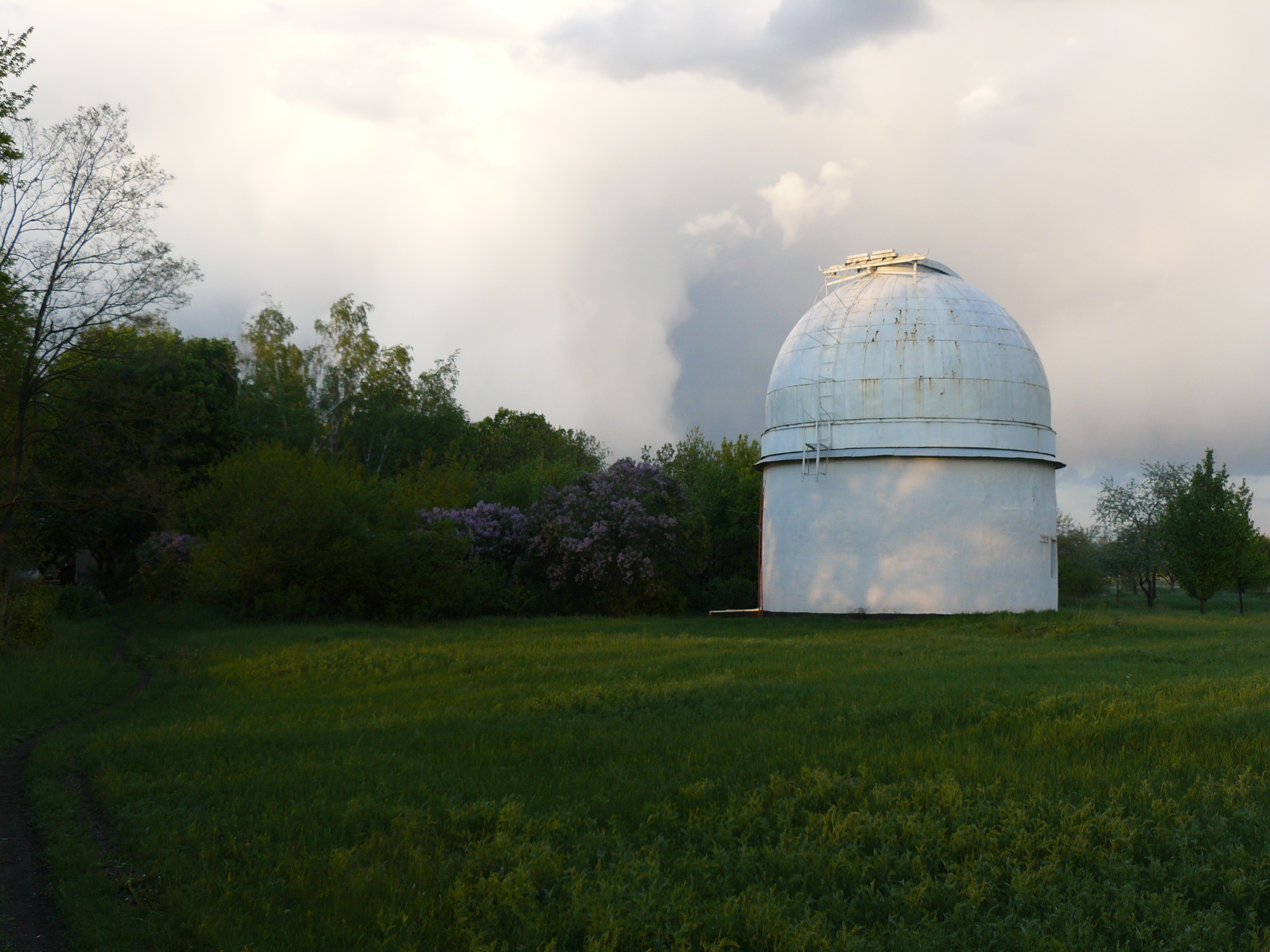
AZT-8 Spiegelteleskop mit 70 cm Apertur in der Nähe von Tschuhujiw

Das Charkiw-Observatorium, auch Institut für Astronomie der Nationalen W.-N.-Karasin-Universität Charkiw (ukrainisch НДІ астрономії Харківського національного університету імені В. Н. Каразіна, engl. Institute of Astronomy of Kharkiv National University), ist eine Sternwarte in der Ukraine. Es wurde 1888 auf Initiative des Astronomen Gryhorij Lewyzkyj (1852–1917) gegründet und gehört zur Universität Charkiw. Das größte Instrument des Observatoriums ist ein Spiegelteleskop mit 0,7 Meter Spiegeldurchmesser, welches sich an der Außenstelle in der Nähe von Tschuhujiw befindet.

## Direktoren
- 1883–1894: Gryhorij Lewyzkyj (1852–1917)
- 1894–1917: Ludwig von Struve (1858–1920)
- 1917–1929: Mykola Jewdokimow (1868–1941)
- 1930–1971: Mykola Barabaschow (1894–1971)
- 1971–1977: Wolodymyr Jeserskij (1920–1978)
- 1977–1993: Wolodymyr Dudinow (1938–2016)
- 1993–2004: Volodymyr Zakhozhay (1952–2019)
- 2004–2014: Yuriy Shkuratov (geb. 1952)
- Seit 2014: Vadym Kaydash (geb. 1971)[4]